# Famille de Cahouët
Pour les articles homonymes, voir Cahouët.
La famille de Cahouët est une famille subsistante de la noblesse française, originaire du Saumurois.

## Histoire
La famille de Cahouët, au commencement du XVIIIe siècle, appartient à la haute bourgeoisie commerciale de Saumur. Elle revendique son appartenance avec la famille Cahouët de Marolles et de Beauvais.
Le nom de « Cahouët » aurait pour origine un sobriquet se référant à un animal, le chat-huant (chouette hulotte). La famille de Cahouët appartenait au début du XVIIIe siècle à la haute-bourgeoisie commerciale de Saumur. Ainsi on peut remonter la filiation de cette famille avec certitude jusqu'à Marc-Louis Cahouët, négociant et échevin à Saumur.[réf. nécessaire]
Victoire Cahouët de Villers est la principale protagoniste de l'affaire Cahouët.[réf. nécessaire]
Claude Gaspard Cahouët, officier au régiment de Bourgogne, demanda en 1788 des lettres patentes de confirmation de noblesse produisant à l'appui de prétendues lettres d’anoblissement qui auraient été accordées à son aïeul en 1559. Le généalogiste Louis Nicolas Hyacinthe Chérin, émit alors un avis très défavorable dans son rapport considérant que ces lettres avaient tous les caractères de la fausseté. En 1809, Alexandre de Cahouët est fait chevalier héréditaire de l'Empire français (noblesse d'Empire). Il sera ensuite anobli par lettres patentes de Louis XVIII en 1817.
Cette famille a été admise au sein de l'association d'entraide de la noblesse française en 1979.

## Personnalité
- Jean-François de Cahouet (1782-1836), capitaine, auditeur au Conseil d'État, préfet de la Haute-Loire (1810-1814), des Vosges (1815), conseiller général de la Manche (1820-1830), du Pas-de-Calais (1830-1831), de la Mayenne (1831), de l'Ille-et-Vilaine (1832-1836), chevalier de la Légion d'honneur.

## Alliances
Les principales alliances de la famille de Cahouët sont : du Mesnildot, Louvel de Contrières (1808), Marcotte de Sainte-Marie (1892).

## Armoiries
| Blason de la famille de Cahouët | La famille de Cahouët porte : D'azur au sautoir dentelé d'or, accompagné de quatre besants de même, au chef d'or, chargé d'un chevron de gueules renversé. |

Anobli en 1817 par Louis XVIII, Alexandre de Cahouët obtint en même temps le règlement de ses armoiries. Ce règlement attribue à cette famille le blason des Cahouët de Marolles et de Beauvais, qui a occupé un rang distingué en Orléanais au XVIIe & XVIIIe siècle. Bien que la famille de Cahouët a semblé revendiquer une origine commune avec cette famille de l'Orléanais, cela n'a jamais été démontré.